# Vodikova ekonomija
Vodikova ekonomija ili ekonomija vodika je ideja promjene svjetske ekonomije energije ovisne o nafti u onu temeljenu na vodiku. Kada se govori o vodikovoj ekonomiji, u prvom redu se misli na ekološki prihvatljivu proizvodnju vodika u velikim količinama i primjenu u dva velika područja: prijevozu i energetici. Glavni razlog je zagađenje koje izazivaju automobili s pogonom na fosilna goriva (ugljikovodike). Samo u SAD 2001., emisija iz motornih vozila bila je veća od 500 milijuna tona ekvivalentnog ugljika. Prije skoro 50 godina u znanstvenoj i tehničkoj literaturi najavljena je uporaba vodika kao primarnog energetskog izvora u prijevozu i elektroenergetici. Kasnih 1960-tih godina, u NASA Apollo programu upotrijebljen je gorivi članak na vodik kao energetski izvor. U 2003. predsjednik SAD-a Bush i predsjednik EU Prodi potvrdili su viziju vodikove ekonomije. Američko ministarstvo za energiju inicirao je uporabu vodikova goriva, prema kojoj bi vodikova era započela 2024.
Ideja o vodikovoj ekonomiji nije tako nova. Još 1875. francuski pisac Jules Verne prorekao je da komponente vode, vodik i kisik, mogu osigurati neograničene količine električne energije i topline. Ali sve do danas, to je ostala znanstvena fantastika. Čovječanstvo ipak postaje sve svjesnije da put kojim ide u energetici ne vodi nikuda. Korištenje pretežito fosilnih goriva za dobivanje energije dovelo je već do velikih globalnih problema (globalno zatopljenje, povećanje stakleničkih plinova, porast razine mora), rješenje kojih već sada traži visoku cijenu.
Na sreću tu je vodik, energent izvanrednih osobina, koji bi mogao sve promijeniti. Kao gorivo je potpuno čist, neograničeno pristupačan i također dostiživ i za zemlje, koje danas nemaju pristup energiji i blagostanju. Vodikova revolucija, kako je neki nazivaju, može dovesti Svijet do toga da se više ne koriste fosilna goriva za proizvodnju energije i za prijevoz. U tom svijetu neće više biti prijetnje globalnog zatopljenja ili geopolitičkih sukoba na Bliskom i Srednjem istoku. Neće više biti ispušnih cijevi stotina milijuna vozila s otrovnim plinovima, a dimnjaci će biti rijetkost. Procjenjuje se da će 2020. u svijetu biti oko 1,1 milijarde automobila.

## Osobine vodika
Neka najvažnija fizikalna svojstva vodika kao energenta su:
- specifična masa plinovitog vodika 0,08995 g/dm3
- specifična masa ukapljenog vodika 0,0700 g/cm3
- ogrjevna vrijednost (donja) 10,79 MJ/m3 (120 MJ/kg).

Vodik se praktički uvijek javlja u molekulnom obliku H2, jer je atomni vodik H kratkog života – samo oko 0,5 sekundi, i vrlo brzo ulazi u spojeve. Od svih elemenata gradi najveći broj kemijskih spojeva. Kao plin lakši je od svih ostalih plinova i 14,4 puta lakši od zraka. Ukapljeni vodik je najlakša tekućina.

## Proizvodnja vodika
Vodik se proizvodi i koristi u industriji više od sto godina. Koristi se u procesnoj industriji te u laboratorijima diljem svijeta. Stlačeni vodik može se kupiti od većine trgovaca plinom. Prvi veliki korak u ekonomiji vodika je organizacija njegove ekonomične proizvodnje u velikim količinama. S jedne strane to i nije tako velik problem, jer su postupci poznati, a vodika se danas proizvodi između 500 i 600 milijardi kubnih metara godišnje za potrebe kemijske industrije, istina pretežito iz fosilnog goriva – prirodnog plina. Bolji način od toga je dobivanje vodika iz vode poznatim postupkom elektrolize. Predviđa se da će to biti glavni način, jer se može, a to se zahtijeva, koristiti ekološki proizvedena električna energija iz obnovljivih izvora. Budući da mnogi obnovljivi izvori energije ne mogu pratiti dnevna ili sezonska vršna opterećenja potrošnje energije, javlja se potreba za spremnikom energije. S druge strane, energiju je nerijetko potrebno prenijeti s mjesta proizvodnje na mjesto potrošnje te se stoga javlja potreba za nosiocem energije. U oba se slučaja vodik nameće kao rješenje problema. Isto tako, vodik ulazi u konkurenciju s biogorivima u zamjeni fosilnih goriva u sektoru transporta jer on čini trećinu potrošnje energije u razvijenim zemljama.
Za proizvodnju velikih količina vodika neće se moći brzo osigurati dovoljne količine energije iz obnovljivih izvora, te će se vodik jednim dijelom proizvoditi kao i do sada, rasplinjavanjem prirodnog plina. Kada ekonomija vodika bude već dovoljno razvijena, obnovljivi izvori električne energije bit će pretežiti opskrbljivači energijom.

### Proizvodnja vodika iz fosilnih goriva
Većina dolje navedenih procesa temelji se na zagrijavanju ugljikovodika, vodene pare i u nekim slučajevima zraka ili kisika te njihovom miješanju u reaktoru. U tim procesima razdvajaju se molekule vode i ugljikovodika što dovodi do stvaranja molekula vodika, ugljikovog monoksida te ugljikovog dioksida. Druga metoda je zagrijevanje ugljikovodika dok se on ne razdvoji na ugljik i vodik.

#### Rasplinjavanje ugljena
Rasplinjavanje (plinofikacija) ugljena je najstarija metoda proizvodnje vodika. U starim pogonima ugljen se zagrijava na 900°C pri čemu se pretvara u plinoviti oblik, miješa se s parom te uz prisustvo nikla kao katalizatora nastaje plin koji se sastoji od vodika (60%), ali i velikih količina ugljikovog monoksida.
Postoje i kompleksnije metode rasplinjavanja ugljena. Zajedničko im je da iz ugljena, pomiješanog s vodenom parom i kisikom pri visokim temperaturama nastaju vodik, ugljikov monoksid te ugljikov dioksid. Također, dodatno nastaju sumporni i ugljični spojevi koji se moraju zbrinuti na ekološko prihvatljiv način.
Velika postrojenja za rasplinjavanje ugljena nalaze se u Europi, Južnoj Africi te u SAD-u.

#### Reformiranje prirodnog plina
Ova metoda je trenutno najjeftiniji način proizvodnje vodika i na nju otpada oko polovice svjetske proizvodnje.
Prirodni plin sastoji se većinom od metana pomiješanog s težim ugljikovodicima i ugljikovim dioksidom. Zagrijavanjem prirodnog plina na 700 do 1000°C pri tlaku od 3 do 25 bara te njegovim miješanjem s vodenom parom nastaju vodik te CO i CO2. Nedostatak ovog procesa je to što se dodatno jedna trećina plina mora iskoristiti za zagrijavanje. Stoga se konstantno razvijaju nove metode kako bi se povećala ukupna efikasnost procesa. Razvoj ide u smjeru snižavanja temperature procesa te ugradnje sustava za sakupljanje ugljikovog dioksida.

#### Autotermalno reformiranje prirodnog plina ili nafte
Autotermalno reformiranje je kombinacija parcijalne oksidacije (izgaranje s nepotpunom količinom ugljika) i reformiranja. Kod ovakve kombinacije se toplina za endotermno reformiranje dobiva iz egzotermne parcijalne oksidacije. U ovom procesu ugljikovodici reagiraju sa smjesom kisika i pare uz prisustvo katalizatora. Umjesto čistog kisika može se koristiti zrak zbog manjih troškova. Regulacijom količine kisika proces se kontrolira tako da nema potrebe za vanjskom energijom.

#### Toplinska disocijacija
Zagrijavanjem ugljikovodika na visokim temperaturama bez prisustva kisika, moguće je odvojiti vodik i ugljik. Prednost ovoga procesa je dobivanje vodika bez nastanka ugljikovog dioksida.

#### Kvaernerov „Carbon black & hydrogen“ PROCES (KCB&H)
Norveška kompanija Kvaerner Oil & Gas Company razvila je proces kod kojeg se dobivaju potpuno čisti ugljik („Carbon Black“) te vodik. Ova vrsta ugljika se koristi u industriji gume i boja. Ideja procesa je razdvajanje komercijalnih ugljikovodika ( od laganog plina do teške sirove nafte) te dobivanje čistog ugljika za daljnju industrijsku uporabu. Ugljikovodik se razdvaja u struji plazme, pri temperaturi od 1500°C, na ugljik i vodik. Plazmu stvara visokonaponski izvor. Proces se odvija bez prisustva kisika te stoga ne nastaje ugljikov dioksid.
Prototipno postrojenje koje radi s navedenim procesom izgrađeno je 1992. godine u Švedskoj., a prvo komercijalno 1999. godine u Kanadi.

#### Reformiranje plazmom
Znanstvenici s MIT-a (Massachusetts Institute of Technology) razvili su proces u kojem koriste plazmu za reformiranje ugljikovodika. Prednost postupka je mogućnost reformiranja teških naftnih ugljikovodika. Nadalje, reformiranje ugljikovodika plazmom može se odvijati bez prisustva kisika (piroliza) pri čemu ne nastaje ugljikov dioksid, a nastaje ugljik u obliku čađe (termička razgradnja je ista kao u prethodno navedenom KCB&H procesu). MIT-ov „Plasmatron“ radi na temperaturama od 2000°C te nastaje 80-90% vodika. Nedostatak je relativno velika potrošnja električne energije (20% ogrjevne vrijednosti goriva).
Izvor: Bellona Report 6:02, "Hydrogen - Status and possibilities"

### Proizvodnja vodika iz obnovljivih izvora energije
Kada se vodik proizvodi samo pomoću obnovljive energije (svaka obnovljiva energija je energija Sunca), to znači da se pritom u njemu akumulira energija Sunca. Vodik se tada može prenositi ili prevesti na bilo koje mjesto, gdje se pomoću gorivih članaka ili drugih načina, akumulirana energija pretvara u električnu i toplinsku energiju. Bit svega je direktno korištenje energije Sunca, a vodik je samo vrlo pogodan medij (akumulator) za takav postupak. Sunce šalje na Zemlju više tisuća puta toliko energije (Sunčeva konstanta), koliko se na Zemlji ukupno troši. Ta energija se pretežito dobiva iz fosilnih goriva, a obnovljive energije proizvodi se toliko malo, da je to zanemarivo mali dio energije koju dobivamo od Sunca. Prema tome, vodikova ekonomija temeljena na obnovljivoj energiji može dovesti, u to treba vjerovati, do jedinog pravog rješenja problema energije na Zemlji. O tome da se takav smjer potpuno slaže s programom održivog razvoja, ne treba uopće govoriti.
To je važno i zbog problema koje izaziva velika promjenjivost snage vjetroelektrana i sunčevih članaka. Kada ih bude mnogo, očekuju se problemi s radom na mreži (elektroenergetski sustav). Rješenje bi bila velika spremišta (akumulacije), no pogodnih za to nema, jer vjerojatno velike promjene snage nisu dobre ni za reverzibilne hidroelektrane. Pretvorbom energije obnovljivih izvora u energiju vodika, dobiva se izvanredna mogućnost akumuliranja energije.

#### Elektroliza vode
Najjednostavniji i ekološki najbolji, ali i skuplji način proizvodnje vodika je poznati nam postupak elektrolize vode. Za idealni postupak bez gubitaka potrebno je za proizvodnju 1 kilograma vodika H2 utrošiti nešto više od 32 kWh električne energije. Zbog električnih otpora u krugu nastaju gubici, pa se potrebna energija poveća na 37 do 53 kWh/kg. Ti podaci su zanimljivi, jer se predviđa da će se u budućnosti vodik pretežito proizvoditi na ekološki potpuno prihvatljiv način, tj. električnom energijom dobivenom samo iz obnovljivih izvora. Računa se na obnovljive izvore kao što su hidroenergija, vjetar, fotonaponske ploče, biomasa i još neke druge.
Elektrolizom se voda razdvaja na vodik i kisik uz posredovanje električne energije. Proces se odvija u elektrolizatoru – uređaju za elektrolizu. Ova reakcija je obrnuta od one koja se odvija u gorivnim člancima. Elektrolizatori se dijele prema mediju koji se koristi.

##### Alkalni elektrolizator
Alkalni elektrolizator najčešće koristi 25%-tnu vodenu otopinu kalijevog hidroksida. Ova metoda se koristi dug niz godina. Industrijska proizvodnja vodika elektrolizom započela je 1928. godine u Norveškoj, a dobiveni vodik se koristio za proizvodnju amonijaka. Učinkovitost postojećih elektrolizatora je oko 65% te bi do 2020. trebala porasti na 70%. Učinkovitost je važna jer troškovi električne energije čine značajan udio u troškovima postrojenja. Elektrolizatori su najučinkovitiji kada rade s niskom stopom proizvodnje pri malim gustoćama električne struje. Nadalje, razvijeni su sustavi koji rade pri povišenim tlakovima kako bi se izbjegla potreba za velikim spremnicima što je pogodno za primjenu u sektoru transporta.

##### PEM elektrolizatori (Polymer electrolyte membrane)
PEM elektrolizatori koriste polimerni elektrolit koji može raditi i na 700 do 900°C (viša temperatura daje veću efikasnost). Nadalje, PEM elektrolizatori vrlo dobro funkcioniraju s električnim sustavima na obnovljive izvore energije koji daju promjenjive količine energije. Općenito govoreći, PEM elektrolizatori su najbolji za male sustave, osobito one s promjenjivim izlazom snage, dok su alkalni u prednosti u radu u velikim sustavima povezanim na električnu mrežu.

##### Parni (visokotemperaturni) elektrolizatori
Ovaj tip elektrolizatora koristi keramički elektrolit koji je provodljiv za ione. On može raditi na visokim temperaturama do 850°C. Pogodan je jer nema gubitaka zbog pretvorbe pare u električnu energiju, zbog čega je para jeftinija od električne energije (npr. para na temperaturi od 950 do 1000°C iz nuklearnih elektrana). Radi toga, ovakvi elektrolizatori postižu vrlo visoku učinkovitost.

#### Fotoelektroliza
Proces se odvija unutar fotonaponskih članaka u kojima je i katalizator koji djeluje kao elektrolit. Voda se razdvaja na vodik i kisik direktno putem sunčeve energije. Tako je izbjegnuto posredovanje električnom energijom čime se smanjuju gubici te se povećava učinkovitost. Drugi bitan čimbenik je nepostojanje elektrolizatora čime se smanjuju investicijski troškovi.
Takav efekt se događa kod velikih termalnih solarnih elektrana u kojima temperatura vode dostiže i do 2000°C pri čemu se ona razdvaja na vodik i kisik.

#### Rasplinjavanje biomase
Proces proizvodnje vodika iz biomase sličan je rasplinjavanju prirodnog plina. U usporedbi s 25% u prirodnom plinu, maseni udio vodika u biomasi je oko 6%. Na visokim temperaturama, biomasa prelazi u plinovito stanje sastavljeno od metana, ugljikovog monoksida i vodika. Para dovedena u takvu smjesu uzrokuje reformiranje metana u vodik, ugljikov dioksid i ugljikov monoksid. Udio ugljikovog monoksida u dobivenoj smjesi plinova se daljnjim postupcima smanjuje. Kao nusprodukt ostaje CO2 koji se u slučaju biomase smatra neutralnim s aspekta ispuštanja stakleničkih plinova samo ako se posadi onoliko novih biljaka koliko ih se posiječe jer bi ugljik iz biljaka tako i tako završio u atmosferi njihovim organskim raspadom. U usporedbi s konvencionalnim sustavima za proizvodnju energije iz biomase čija je učinkovitost od 7 do 27%, učinkovitost integriranog postupka rasplinjavanja biomase te iskorištavanja vodika u gorivnim člancima je povoljnije.

#### Biološka proizvodnja
U biljkama i nekim algama odvija se fotosinteza tijekom koje nastaje vodik kao međuprodukt. Neke alge sposobne su slobodno ispuštati taj vodik nestvarajući ugljikohidrate od njega. Takve alge mogu proizvoditi vodik nekoliko dana, a onda ih se mora ostaviti da rade normalnu fotosintezu kako bi se obnovile. Budući da imaju veliki udio proteina, mogle bi nakon iskorištenja u proizvodnji vodika služiti kao npr. stočna hrana.
Određene bakterije (Rodobacter speriodes) mogu iz organskog otpada (npr. ostaci voća i povrća) stvarati vodik. Ti pretvorbeni procesi slični su procesu fermentacije.
Ovo područje je potrebno dodatno istražiti i razviti. Postoje istraživanja vezana uz genetički inženjering kojima se nastoje uzgojiti posebno prilagođene vrste organizama za ovu primjenu.

## Primjena vodika kao energenta
Drugi veliki korak je organizacija primjene energenta vodika, ali toliko široke i obuhvatne, da se gotovo potpuno iz uporabe izbace fosilna goriva. To nije lagan zadatak. Uređaj, koji omogućava da se iz energije vodika na potpuno čist način i uz visoku korisnost dobije električna energija je gorivog članka. Nije široko poznata, ali je u zadnje vrijeme postala jedan od najvažnijih proizvoda u razvoju. Posebno je pogodna za primjenu u vozilima za dobivanje električne energije iz vodika u spremniku, kojom se napajaju pogonski motori vozila. U prošlih nekoliko desetljeća razvijan je električni automobil na osnovi akumulatora velikog kapaciteta, no nisu postignuti značajniji rezultati. Električni automobili s gorivim člancima, nasuprot tome, prihvaćeni su vrlo brzo.
Od svih proizvodača automobila u svijetu, a u SAD-u je već uloženo preko 2 milijarde dolara u razvoj. Da je to tehnologija budućnosti, potvrđuje i činjenica da zajedno s proizvođačima automobile, na razvoju rade i tvrtke iz područja nafte. Ima već veći broj prototipova i malih serija takvih automobila u primjeni. Isto tako tvrtke iz elektroenergetike s partnerima razvijaju gorive članke nešto većih snaga za svoje potrebe, a neke tvrtke već imaju prototipove gorivnih članaka manjih snaga za individualnu proizvodnju električne energije i topline za kućanstva, obrte, servise, trgovine i manja poduzeća.

### Vodikova ekonomija u prijevozu
U prijevozu, vodik treba zamijeniti današnje energente: benzin, dizelsko gorivo i slično, koji služe za pogon mnogih vrsta vozila i plovila. Vodik iz spremnika u vozilu pušta se u gorivi članak, iz kojeg se dobiva električna energija za napajanje elektromotora na pogonskim kotačima, ili za pogon propelera (ili brodskog vijka).
U području prijevoza, koji je broj jedan među zagađivačima zraka danas, užurbano se radi na razvoju električnih automobila, koji će koristiti vodik kao gorivo. Ekonomičnost budućih pogona automobila nije upitna: stupanj djelovanja gorivnih članaka je oko 60 % i oko 2 puta je veći od stupnja djelovanja motora s unutrašnjim izgaranjem: do 30 %. Neki tvrde da je cijena danas proizvedenog vodika već blizu konkurentnoj, dok drugi čak tvrde da se vodik već danas može proizvoditi tako da bude konkurentan. U SAD-u uz navod da je 1 kg vodika
energetski ekvivalentan jednom galonu (oko 3,8 litara) benzina, misle da će vodik biti konkurentan kada mu cijena za 1 kg bude dvaput viša od cijene galona današnjeg goriva.
Faktor dva je tu zbog dvaput većeg stupnja djelovanja gorivnih članaka.
Gorivni članci još su vrlo skupi. Cijene im polako padaju i moguće je da će se teško postići konkurentnost novog rješenja, ali njegova je vrijednost zaista vrlo velika. A to se mora platiti, jer se mnogo i dobiva. Danas je toga mnogo u razvoju i sve će biti jasnije jednoga dana kada se uspostavi velikoserijska proizvodnja.

### Hibridna vozila
Hibridna vozila rade uz pomoć električne energije i motora s unutrašnjim izgaranjem. Ova su vozila skuplja od klasičnih, ali se ti novci ubrzo isplate, jer im je potrošnja goriva upola manja, dok su vozne karakteristike ostale iste. Serijski hibridni sustav se uglavnom koristi kod osobnih vozila, te se kod tog sustava baterija za električni motor koristi samo u slučajevima kada vozilo mora naglo ubrzati ili se kreće nizbrdo, a ostalo se vrijeme koristi glavni motor. Obujam klasičnog motora s unutarnjim izgaranjem se smanjuje s obzirom na to da se on koristi samo u trenucima kada je automobilu potrebna dodatna snaga, pa se tako samnjuje emisija štetnih plinova i potrošnja. Baterija koja služi kao pogon elektromotoru puni se regenerativnim kočnicama koje vraćaju tu energiju nastalu kočenjem natrag u bateriju. Samo ove dvije značajke već smanjuju potrošnju goriva za 50%, te tako potrošnju automobila svode na svega 4 litre na 100 kilometara. 
Uz hibridna se vozila s nešto manje uspjeha razvijaju i električna vozila, koja nisu jednako dobro prihvaćena, iako su u početcima automobilske industrije električna vozila bila mnogo popularnija i prihvaćenija od onih na fosilna goriva. Možda je jedan od razloga njihove nepopularnosti i njihov glavni problem koji se odnosi na domet i brzinu, što znači da s jednim punjenjem električni automobil može prijeći tek oko 200 kilometara, a maksimalna brzina koju može razviti je 100 do najviše 120 kilometara na sat.

### Vodikova ekonomija u energetici
Vodikova ekonomija u energetici podrazumijeva proizvodnju električne energije i topline za vlastite potrebe u domaćinstvima, obrtu, servisima, trgovinama, manjim poduzećima. Također i za brojne autonomne i udaljene potrošače, za koje nije ekonomično dopremati električnu energiju vodovima. Vodik će se nabavljati na stanicama i prenositi u spremnicima do gorivih članaka. Vodik nije potrebno uvijek pretvarati u električnu energiju u gorivim člancima. On može izgarati i u nekim ložištima, jer je to ekološki potpuno u redu; na kraju ostaje samo voda.
U području opskrbe energijom također se tehnologija razvija i već ima rezultata. Tu se radi o gorivnim člancima u širem rasponu snaga – od nekoliko kW do više stotina kW, kod kojih će se vjerojatno istosmjerna struja pretvarati u današnje sustave izmjenične struje. Nećemo se čuditi ako počne razvoj nekih trošila za napajanje istosmjernom strujom. S druge strane, ostatak gorivnog članka je vruća vodena para, koja će se koristiti za zagrijavanje vode i prostorija. Tako poznata tvrtka Vaillant ima već prototipove gorivnih članaka od 4 kW električne snage i 9 kW toplinske snage za kućanstva. Vodik će se nabavljati u manjim spremnicima u trgovačkoj mreži ili će se nešto veće količine skladištiti u domaćinstvima.
Tvrtke u elektroenergetici s partnerima razvijaju gorivne članke od nekoliko stotina kW, kakvih je već nekoliko u probnom pogonu i proizvedenu električnu energiju daju u elektroenergetski sustav. Sigurno će se u idućim godinama pojaviti još mnogo raznih primjena te tehnologije, kao i korištenje vodika na drugi način, tj. bez gorivih članaka.

#### Elektrana na vodik Fusina
Elektrana na vodik Fusina je prva elektrana industrijskih dimenzija koja koristi vodik kao pogonsko gorivo. Elektrana u čiju je gradnju uloženo 50 milijuna eura ima snagu od 16 MW i pokriva godišnje potrebe 20 000 kućanstava. Puštena je u pogon u ponedjeljak 12. srpnja 2010., u mjestu Fusina pokraj Venecije. Ovaj položaj prve elektrane na vodik odabran je zbog blizine termoelektrane na ugljen i petrokemijskoga kompleksa u Margheri, odakle se dobiva sirovina za pokretanje elektrane - vodik.

## Skladištenje i prijevoz vodika
Skladištenje i prijevoz vodika nisu tako teški zadaci, no ipak će trebati više toga riješiti. Dosad se s vodikom radilo na malo mjesta i to profesionalno. Sada, međutim, vodik izlazi na javna mjesta, i njime će se baviti veliki broj nestručnih ljudi. Zbog toga se pitanja sigurnosti znatno pooštravaju. Ima nekoliko načina skladištenja vodika, i u plinovitom, i u tekućem stanju. Za vodik u obliku plina koriste se spremnici, često za tlak od 350 bara, dok će se npr. za električne automobile tražiti i 700 bara, kako bi mogli sadržavati dovoljno plina za potrebni akcijski polumjer automobila. Zbog toga što se nalazi u nekom vozilu, a time postoji mogućnost udaraca, spremnici moraju biti dodatno pojačani.
Spremnici se danas rade i od skupih materijala kao npr. ugljikovih niti, da bi bili lakši. Rade se i od čelika, no tada su teški. Kod ugradnje u automobil problem su dimenzije. Drugi način skladištenja je u tekućem stanju, a za to treba vodik ohladiti čak do –253 ºC. U odgovarajućim spremnicima vodik ipak malo isparava, te ga se mora ispustiti. To može biti i značajan gubitak za automobile, koji mnogo vremena nisu u pogonu. Jedno rješenje je zanimljivo i obečavajuće: spremanje vodika u metalne hidride. Kod toga se vodik zadržava u
međuprostorima prešanog praha od metalnih slitina, slično kao što spužva upija vodu. Čini se da će se tom tehnikom moći ostvariti sigurna spremišta velikog kapaciteta. Ipak za odvajanje vodika od metalnih hidrida potrebna je temperatura od 150 do 300 °C. Radi se na tome da se ta temperatura snizi na oko 80 ºC. Nedavno su pronađene i tzv. nanokockice, koje imaju vrlo mnogo pora i kanala. Već 2,5 grama materijala ima unutrašnju površnu jednaku površini nogometnog igrališta.
Vodik će se prevoziti do potrošača u spremnicima. U automobile će se "pretakati" vjerojatno slično kao danas tekuća goriva na crpnim stanicama. Za veće potrošače ili veća konzumna područja, vjerojatno će se graditi plinovodi, a moguće i mreže plinovoda. Već danas u nekim zemljama postoje plinovodi i većih duljina za vodik u plinovitom stanju, pod tlakom od nekoliko desetaka bara.